# Eucremastus parvipes
Eucremastus parvipes là một loài tò vò trong họ Ichneumonidae.